# Grammitis marginella
Grammitis marginella là một loài dương xỉ trong họ Polypodiaceae. Loài này được Sw. Sw. mô tả khoa học đầu tiên năm 1801.